# Christopher Lambert
Christophe Guy Denis «Christopher» Lambert (Great Neck, Nueva York, 29 de marzo de 1957) es un actor nacido en Estados Unidos que saltó a la fama a mediados de los años 1980 con películas como Highlander o Greystoke, la leyenda de Tarzán, el rey de los monos.

## Biografía
Lambert nació en Great Neck, Nueva York. Su padre era un diplomático francés en los Estados Unidos y su madre una psicóloga belga. Lambert creció en Ginebra, Suiza, donde se mudó su familia cuando tenía dos años, antes de volver a París cuando tenía 16. Allí fue aceptado en el programa de actuación en el Conservatorio de París. Debutó en 1980 en la película Le bar du téléphone.

## Carrera

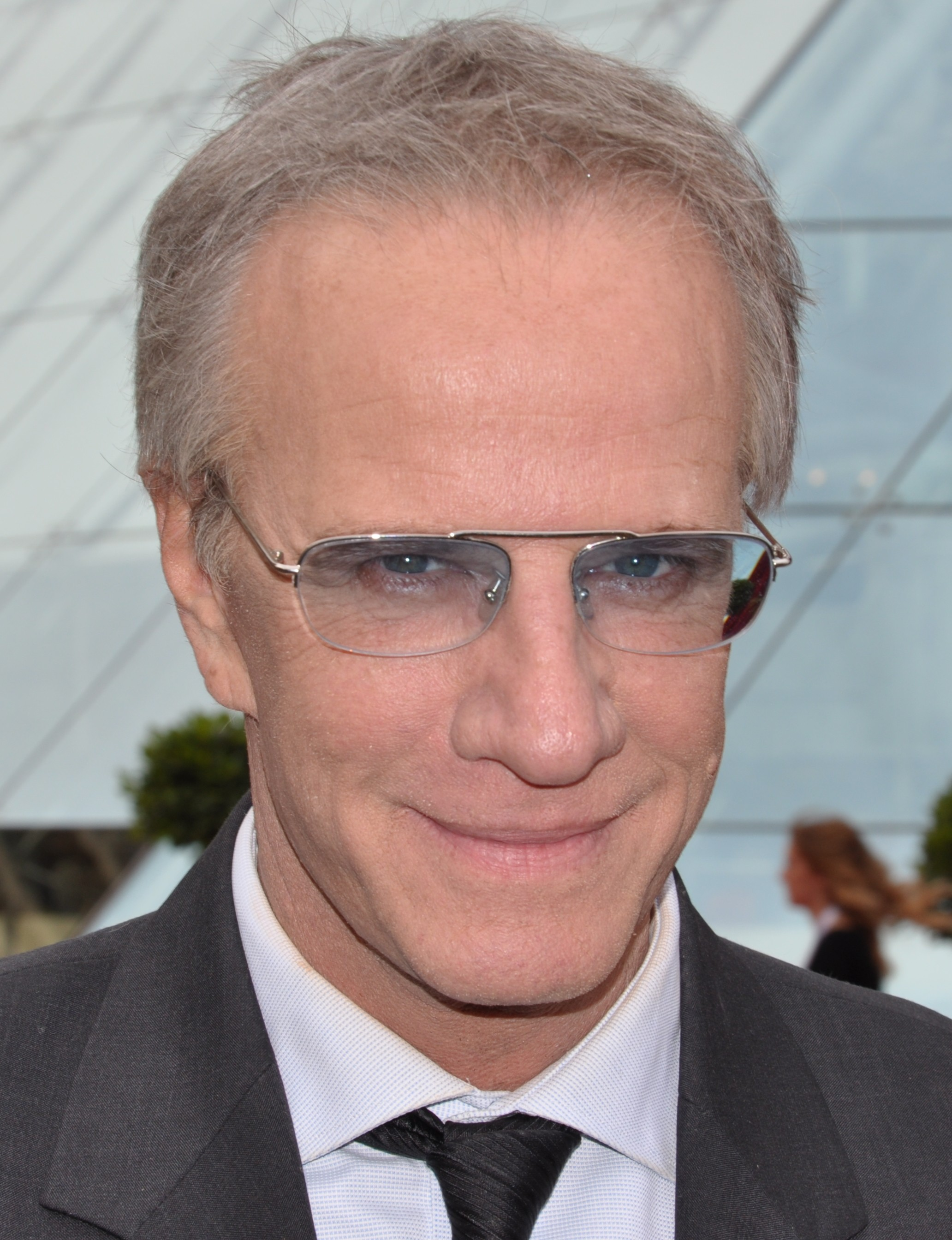
Lambert en 2013.

Debutó en el cine con un papel fundamental en su carrera, el protagónico de Greystoke, la leyenda de Tarzán, el rey de los monos (1984), basada en la novela original de Edgar Rice Burroughs, donde hizo de John Clayton (Tarzán), haciéndose conocido en Hollywood. Luego realizaría el papel más famoso de su carrera, el de Connor MacLeod en Highlander de (1986). Gracias al éxito del filme original, se hizo una saga con altibajos: Highlander II: The Quickening  (1991), Highlander III: The Sorcerer (1994), Highlander: Juego Final (2000). 
The Sicilian es una película de 1987 basada en la novela homónima de Mario Puzo, dirigida por Michael Cimino y que la protagonizó con Terence Stamp.
En 1994, Lambert actúa en la película Mortal Kombat, interpretando el papel del Dios del Trueno Raiden. También trabajó en películas como Fortress (1992) y Fortress 2 (2000).
En 2006 interpretó a un corregidor en la época de la Inquisición española en la película Day of Wrath, compartiendo el papel protagonista con la actriz española Blanca Marsillach. En 2007 protagonizó, junto a Sophie Marceau, quien se convirtió en su pareja, la película La disparue de Deauville.
Recientemente se le vio encarnando a su papel más famoso de Highlander para un anuncio de Renault.
En televisión se destaca su papel como el Camaleón en la serie  NCIS: Los Ángeles de la cadena CBS y por el del terrorista Bastien Moreau de extrema derecha, alias El Corso, en la serie The Blacklist.

## Vida privada

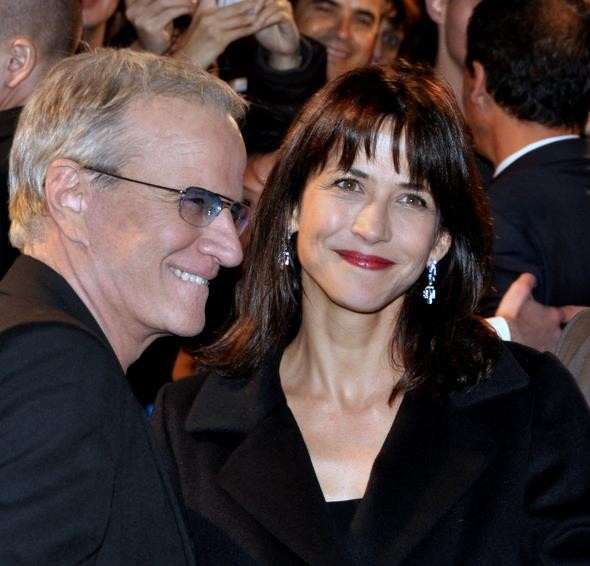
Lambert junto a Sophie Marceau.

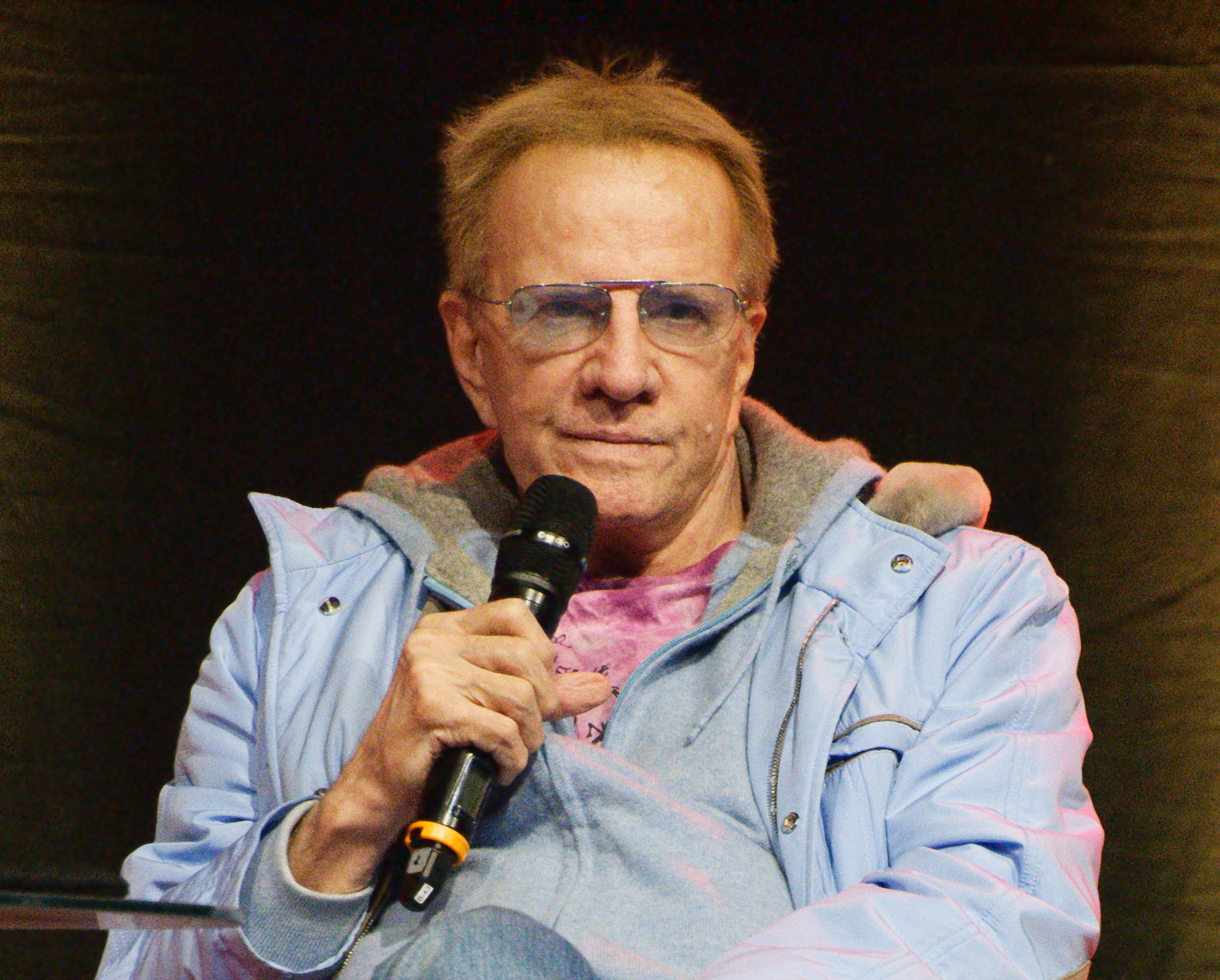
Lambert en 2023.

Estuvo casado con la actriz Diane Lane entre 1988 y 1994, con la que tuvo una hija en 1993, Eleanor Jasmine. En 1999 se casa de nuevo, con Jaimyse Haft, y se divorcia en 2006. Mantuvo una relación sentimental con la actriz Sophie Marceau desde el año 2007 hasta el año 2014.
Lambert es copropietario de una planta donde se produce el vino Côtes du Rhône junto con su socio Éric Beaumard cerca de un viñedo en la localidad de Sainte-Cécile-les-Vignes, Francia. La marca, Les Garrigues de Beaumard-Lambert, es vendida mayoritariamente en Francia.

## Novelista
Lambert ha escrito dos novelas: La fille porte-bonheur, de 2011, y Le juge, de 2015.

## Filmografía
| Año       | Título                                               | Papel                                            | Notas                                                                       |
| --------- | ---------------------------------------------------- | ------------------------------------------------ | --------------------------------------------------------------------------- |
| 1963      | Who's Minding the Store?                             |                                                  | Sin acreditar                                                               |
| 1979      | Ciao, les mecs                                       | Un gamberro en el baile                          | Acreditado como Christophe Lambert                                          |
| 1980      | Le bar du téléphone                                  | Paul "Bébé" Franchi                              | Como Christophe Lambert                                                     |
| 1981      | Douchka                                              |                                                  | Película de televisión                                                      |
| 1981      | Asphalte                                             | Un médico en el hospital                         | Como Christophe Lambert                                                     |
| 1981      | Une sale affaire                                     | Mullard                                          | Como Christophe Lambert                                                     |
| 1981      | Putain d'histoire d'amour                            | Inspector de policía                             | Como Christophe Lambert                                                     |
| 1982      | Légitime violence                                    | Jockey                                           | Como Christophe Lambert                                                     |
| 1982      | Cinéma 16                                            | Marcel                                           | TV (un episodio)                                                            |
| 1984      | Greystoke, la leyenda de Tarzán, el rey de los monos | John Clayton / Tarzán                            |                                                                             |
| 1984      | Paroles et Musique                                   | Jeremy                                           | Como Christophe Lambert                                                     |
| 1985      | Subway                                               | Fred                                             | Premio César al mejor actor Christophe Lambert                              |
| 1986      | Highlander                                           | Connor MacLeod / Russell Nash                    |                                                                             |
| 1986      | I Love You                                           | Michel                                           | Como Christophe Lambert                                                     |
| 1987      | The Sicilian                                         | Salvatore Giuliano                               |                                                                             |
| 1988      | Love Dream                                           | Menrou                                           |                                                                             |
| 1988      | To Kill a Priest                                     | Padre Alek                                       |                                                                             |
| 1990      | Why Me?                                              | Gus Cardinale                                    |                                                                             |
| 1991      | Highlander II: The Quickening                        | Connor MacLeod                                   |                                                                             |
| 1992      | Knight Moves                                         | Peter Sanderson                                  |                                                                             |
| 1992      | Highlander: The Series                               | Connor MacLeod                                   | TV (un episodio)                                                            |
| 1992      | Max et Jérémie                                       | Jeremie Kolachowsky                              | Como Christophe Lambert                                                     |
| 1992      | Gunmen                                               | Dani Servigo                                     |                                                                             |
| 1993      | Loaded Weapon 1                                      | Hombre con teléfono en el coche                  | Escena eliminada, sin acreditar                                             |
| 1993      | Fortress                                             | John Henry Brennick                              |                                                                             |
| 1994      | Roadflower                                           | Jack                                             |                                                                             |
| 1994      | Highlander III: The Sorcerer                         | Connor MacLeod / Russell Nash                    |                                                                             |
| 1995      | The Hunted                                           | Paul Racine                                      |                                                                             |
| 1995      | Nine Months                                          |                                                  | Productor ejecutivo                                                         |
| 1995      | Mortal Kombat                                        | Lord Raiden                                      |                                                                             |
| 1996      | North Star                                           | Hudson Saanteek                                  | Como Christophe Lambert                                                     |
| 1996      | Adrenalin: Fear the Rush                             | Lemieux                                          |                                                                             |
| 1996      | Hercule et Sherlock                                  | Vincent                                          | Como Christophe Lambert                                                     |
| 1997      | Nirvana                                              | Jimi Dini                                        |                                                                             |
| 1997      | Arlette                                              | Frank Martin                                     | Como Christophe Lambert                                                     |
| 1997      | Mean Guns                                            | Lou                                              |                                                                             |
| 1998      | Operation Splitsville                                | Max, profesor de educación física                |                                                                             |
| 1999      | Resurrection                                         | John Prudhomme                                   |                                                                             |
| 1999      | Beowulf                                              | Beowulf                                          |                                                                             |
| 1999      | Gideon                                               | Gideon Oliver Dobbs                              |                                                                             |
| 2000      | Fortress 2: Re-Entry                                 | John Henry Brennick                              |                                                                             |
| 2000      | Highlander: Juego Final                              | Connor MacLeod                                   |                                                                             |
| 2001      | Aparté                                               |                                                  | Cortometraje                                                                |
| 2001      | Vercingétorix                                        | Vercingetorix                                    | Como Christophe Lambert                                                     |
| 2001      | Mazinkaiser                                          | Voces adicionales                                | Videojuego                                                                  |
| 2001      | The Point Men                                        | Tony Eckhardt                                    |                                                                             |
| 2002      | King of Bandit Jing                                  | Voces adicionales                                | Miniserie de televisión, acreditado como Chris Lambert                      |
| 2002      | The Piano Player                                     | Alex Laney                                       |                                                                             |
| 2003      | Absolon                                              | Detective Norman Scot                            |                                                                             |
| 2003      | Janis y John                                         | Léon                                             |                                                                             |
| 2004      | À ton image                                          | Thomas                                           |                                                                             |
| 2005      | Dalida                                               | Richard Chanfray, llamado conde de Saint-Germain | Miniserie de televisión                                                     |
| 2006      | Day of Wrath                                         | Ruy de Mendoza                                   |                                                                             |
| 2006      | Southland Tales                                      | Walter Mung                                      |                                                                             |
| 2006      | Le lièvre de Vatanen                                 | Tom Vatanen                                      | Como Christophe Lambert                                                     |
| 2007      | Metamorphosis                                        | Constantine Thurzo                               |                                                                             |
| 2007      | Trivial                                              | Jacques                                          | Como Christophe Lambert                                                     |
| 2008      | The Chauffeur                                        | Devereaux                                        |                                                                             |
| 2009      | White Material                                       | Andre Vial                                       | Como Christophe Lambert                                                     |
| 2009      | Les Associés                                         | Philippe Kaminski                                | Película de televisión, acreditado como Christophe Lambert                  |
| 2009      | L'homme de chevet                                    | Leo                                              | Como Christophe Lambert. Conocida también como Cartagena                    |
| 2010      | The Secret of the Whales                             | Chris Cassell                                    | Película de televisión                                                      |
| 2011      | Ghost Rider: Espíritu de Venganza                    | Methodius                                        |                                                                             |
| 2012      | The Foreigner                                        | Vincent                                          |                                                                             |
| 2012–2013 | NCIS: Los Angeles                                    | Marcel Janvier / El camaleón                     | Serie de TV (6 episodios)                                                   |
| 2013      | The Gardener of God                                  | Gregor Mendel                                    |                                                                             |
| 2013      | Blood Shot                                           | El presidente                                    |                                                                             |
| 2015      | Shades of Truth                                      | Cardinal Ennio Salvemini                         |                                                                             |
| 2015      | 10 Days in a Madhouse                                | Dr. Dent                                         |                                                                             |
| 2015      | Un plus une                                          | Samuel Hamon                                     |                                                                             |
| 2016      | Hail, Caesar!                                        | Arne Slessum                                     |                                                                             |
| 2016      | La folle histoire de Max et Léon                     | Captain Lassard                                  | También coproducido                                                         |
| 2017      | Mata Hari                                            | Gustav Kramer                                    |                                                                             |
| 2017      | Chacun sa vie et son intime conviction               |                                                  |                                                                             |
| 2017      | Kickboxer: Retaliation                               | Thomas Moore                                     |                                                                             |
| 2017      | Call My Agent!                                       | Él mismo                                         | Serie de TV (1 episodio)                                                    |
| 2018      | Sobibor                                              | Karl Frenzel                                     | Película sobre el Holocausto (Coproducción Rusia-Alemania-Lituania-Polonia) |
| 2018      | Bel Canto                                            | Simon Thibault                                   |                                                                             |
| 2019      | The Blacklist                                        | Bastien Moreau                                   | Serie de TV (4 episodios)                                                   |
| 2020      | Inspectora Marleau                                   | Thierry Bégodeau                                 | Serie de TV (1 episodio)                                                    |